# Rodolfo M. Taboada
Rodolfo M. Taboada, il cui nome completo era Rodolfo Manuel Taboada e che usava occasionalmente gli pseudonimi di Tomás Elvino Blanco e Ruy de Solana (Buenos Aires, 12 settembre 1913 – Buenos Aires, 11 aprile 1987), è stato uno scrittore, giornalista, umorista, compositore di tango e sceneggiatore teatrale, cinematografico e televisivo argentino.
Fu uno dei collaboratori della rivista umoristica Rico Tipo e svolse attività associativa nella Sociedad General de Autores de la Argentina, ARGENTORES, della quale fu Segretario.

## Teatro
Quando la compagnia di Raúl Rossi mise in scena per la prima volta nel Teatro Smart l'opera teatrale Su excelencia... el señor subsecretario che Taboada aveva scritto in collaborazione con Germán Ziclis, la cronaca del giornale La Nación del 12 aprile 1960 scrisse:

## Televisione
Nel 1957 Roboada fu uno degli sceneggiatori del programma Proscenio de estrellas e fu uno degli autori di Prensa visual, uno dei pochi programmi giornalistici di quel momento. L'anno seguente scrisse le sceneggiature delle 11 trasmissioni del programma M. ama a M., interpretato da Mirtha Legrand e Mariano Mores con regia e scenografia di Daniel Tinayre. Nel 1960 su Canal 9 fu trasmessa Los argentinos somos así ¿o no?, con libretto di Taboada ed Emilio Villalba Welsh, da un'idea di Florencio Escardó e con la recitazione di Ángel Magaña, che ritraeva con piccole storie i miti e i cambiamenti degli archetipi portegni.
Nel 1965 il programma Candilejas che aveva come protagonista Lolita Torres accompagnata, tra gli altri, da Jorge Salcedo e Jorge Barreiro, era trasmesso da Canal 11 con libretti di Taboada e ricevette il Martín Fierro di quell'anno al miglior "teleteatro in serie". Nel 1966 Taboada e Magaña fecero come sceneggiatore e attore, rispettivamente, El tango es así... ¿o no? dando un giro di vite al programma che anteriormente avevano condiviso. Nel 1968 Canal 9 fece una forte scommessa sul programma Escándalo en el gallinero convocando attori del livello di Paulina Singerman, Juan Carlos Thorry, Leonor Rinaldi, Marianito Bauzá, tra i veterani e Carlos Cores, Mabel Landó, Susana Brunetti tra gli emergenti, con libretti di Agustín Cuzzani, Norberto Aroldi e Taboada. Quello stesso anno l'opera classica Así es la vida nella versione libera di Taboada fu trasmessa a episodi durante tre mesi da Canal 13, rappresentata da una compagnia capeggiata da Luis Sandrini, Perla Santalla, María Esther Gamas e Ángel Magaña. Nel 1971 partecipò con altri librettisti al programma Marche Press nel quale recitavano davanti alle telecamere accompagnati dalle sorelle Pons, ma ebbe vita breve. Nel 1976 realizzò la maggior parte degli adattamenti per la televisione di opere nazionali per essere rappresentate da compagnie che si andavano succedendo l'una all'altra nel ciclo Arriba el telón di Canal 7.

## Valutazione
Il critico Fernando Peña si espresse su Taboada:

## Premio
L'Academia de Artes y Ciencias Cinematográficas de la Argentina gli conferì il premio Cóndor Académico al miglior soggetto originale del 1952 per Rescate de sangre.

## Filmografia
Sceneggiatore
- Rolando Rivas, taxista (1974)
- Yo tengo fe (1974)
- El deseo de vivir (1973)
- Balada para un mochilero (1971)
- Flor de piolas (1969)
- La pérgola de las flores (1965)
- Viaje de una noche de verano (1965)
- Buenas noches, Buenos Aires (1964)
- En la mitad del mundo (coprod. Ecuador e Messico) (1964)
- La calesita (1963)
- La murga (1963)
- Tú y yo somos tres (1962) (soggetto)
- Mi Buenos Aires querido (1962)
- Don Frutos Gómez (1961)
- Sábado a la noche, cine (1960)
- Obras maestras del terror (1960)
- Yo quiero vivir contigo (1960)
- Dos tipos con suerte (1960)
- He nacido en Buenos Aires (1959)
- Gringalet (1959)
- Ayer fue primavera (1955)
- Rescate de sangre (1952)
- La pícara cenicienta (1951)
- Todo un héroe (1949)
- El barco sale a las diez (1948)
- Lucrecia Borgia (1947)
- Un marido ideal (1947)
- 3 millones y el amor (1946)
- Mamá Gloria (1941)
- Cuando canta el corazón (1941)

## Televisione
- El mundo del espectáculo, serie TV, episodio "Sangre y arena" (1968)
- Candilejas, serie TV (1965)
- Dos gotas de agua, serie TV (1964)
- M. ama a M., serie TV (1958)

## Libri
- Guitarrón del cielo
- De la fauna porteña
- El barco en la botella (1966)

## Compositore
- De Madrid (chotis), musica di Tito Ribero
- Frente al mar (tango), musica di Mariano Mores
- Ahora te llaman Lulú (milonga), musica di Mariano Mores
- Che, cuñao que bronca da (tango), musica di Mariano Mores
- Cosas de tango (tango), musica di Tito Ribero
- El firulete (milonga), musica di Mariano Mores
- Me robaron la Luna (tango), musica di Mariano Mores
- Por que la quise tanto!  (tango), musica di Mariano Mores
- Sayonara dijiste (tango), musica di Mariano Mores
- Taxi mio (tango), musica di Carlos Rodolfo Taboada
- Tu nombre y nada más (tango), musica di Lucio Demare
- Una tarde cualquiera (tango), musica di Roberto Puccio

## Teatro
- Según pasan los años (1968)
- Luces de Buenos Aires (1969)